# Wat Yai Chai Mongkon
Wat Yai Chai Mongkhon (thaï : วัดใหญ่ชัยมงคล) est un temple bouddhiste d'Ayutthaya.

## Histoire
En 1357, ce temple est fondé par le premier roi d'Ayutthaya, Ramathibodi I (U-Thong). Il est construit pour les bonzes qui reviennent de Ceylan après y avoir étudié le bouddhisme theravāda et s'appelle alors Wat Pa Kaew (Wat Pa Kaeo).

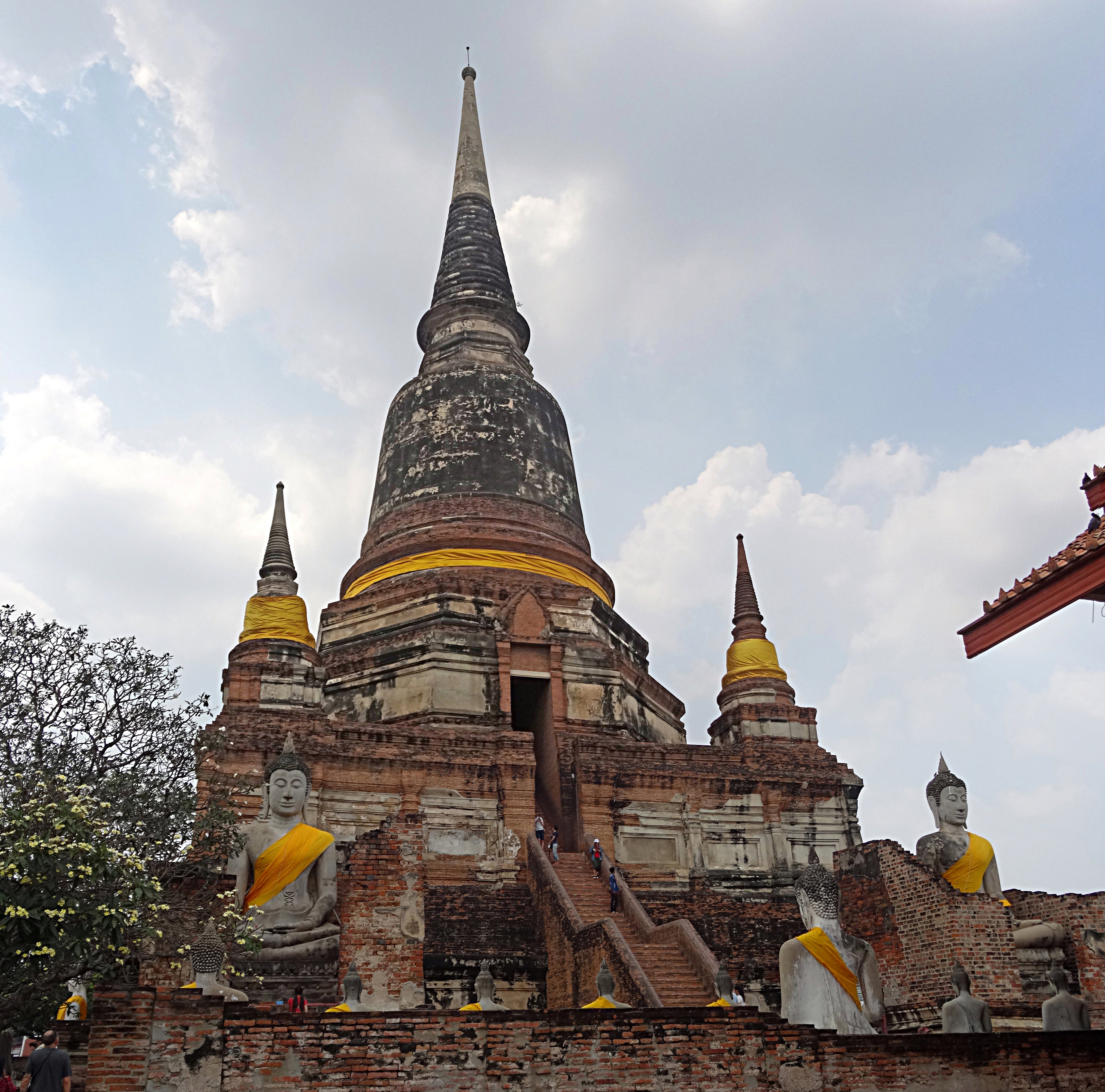
Chedi Chai Mongkhon

En 1592, sous le règne de Naresuan, ce monument est restauré : le chedi Chai Mongkhon est érigé pour célébrer la restauration de l'indépendance siamoise après vingt années d'occupation birmane de 1564 à 1584. Le temple s'appelle désormais Wat Yai Chai Mongkhon.
En 1767, après la chute et le saccage d'Ayutthaya, ce temple, comme bien d'autres, est abandonné et tombe en ruines.
En 1957, ce monument historique est restauré.

## Description
Le chedi Chai Mongkhon, chedi principal de Wat Yai Chai Mongkhon, est en forme de cloche de style cingalais. Ses 72 mètres de haut témoigne de son importance religieuse. Il est entouré d'une impressionnante galerie de statues de Bouddha assis ( Phra rabiang ; "cloître" ; galerie couverte). Un alignement de chedis secondaires (stupas ; reliquaires) ainsi qu'un wihan principal (salle d'assemblée ouverte à tous) et un ubosot (bot ; salle d'assemblée réservée aux novices et aux bonzes) complètent cet édifice religieux.
Ce sanctuaire abrite aussi une énorme statue de Bouddha couché, une statue contemporaine de 1965, réplique de l'originale qui avaient été endommagée par des pilleurs.
On y trouve de plus une curieuse "maison des esprits", survivance d'un culte animiste très vivace en Thaïlande.

Wat Yai Chai Mongkon
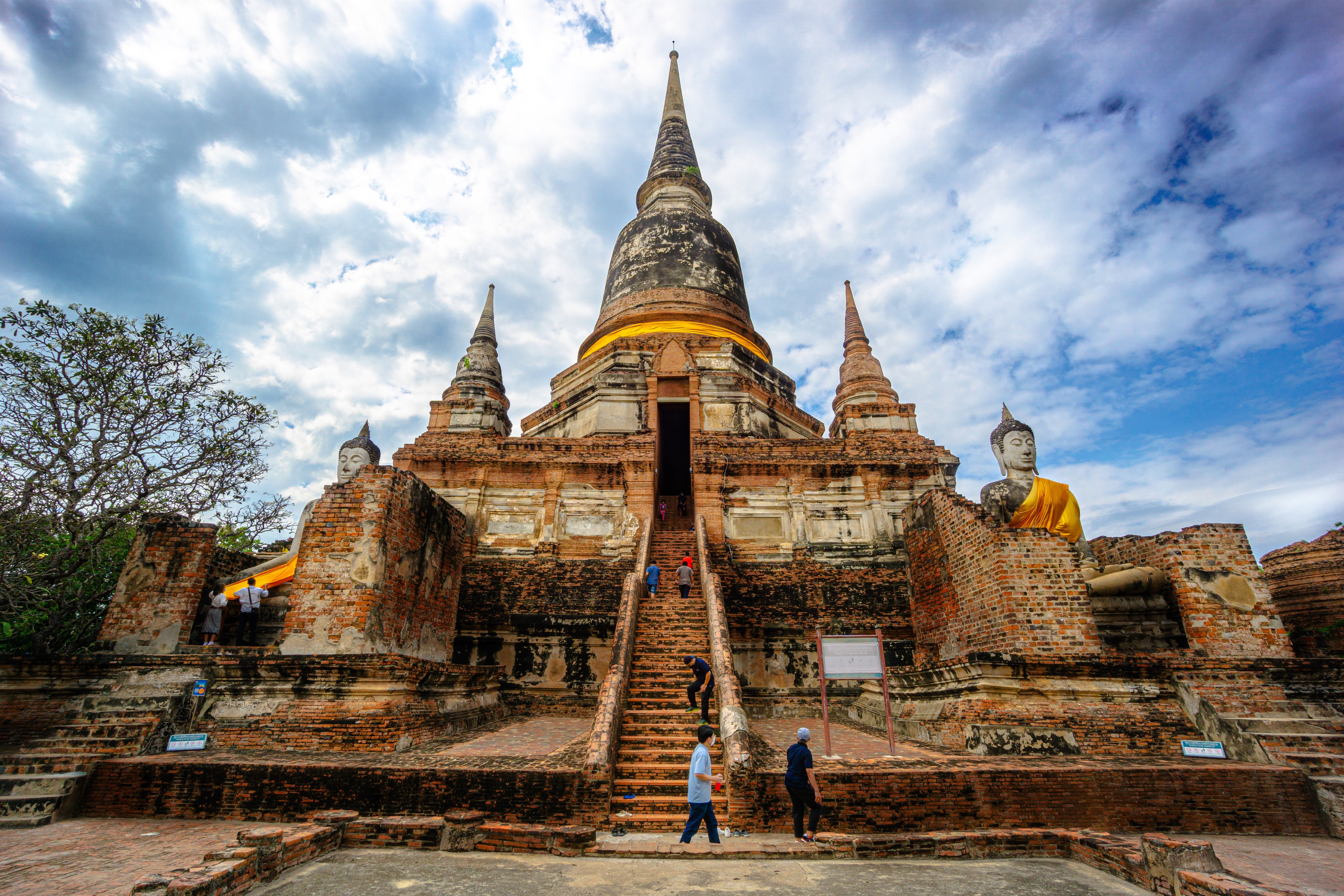
Chedi Chai Mongkon, haut de 72 m
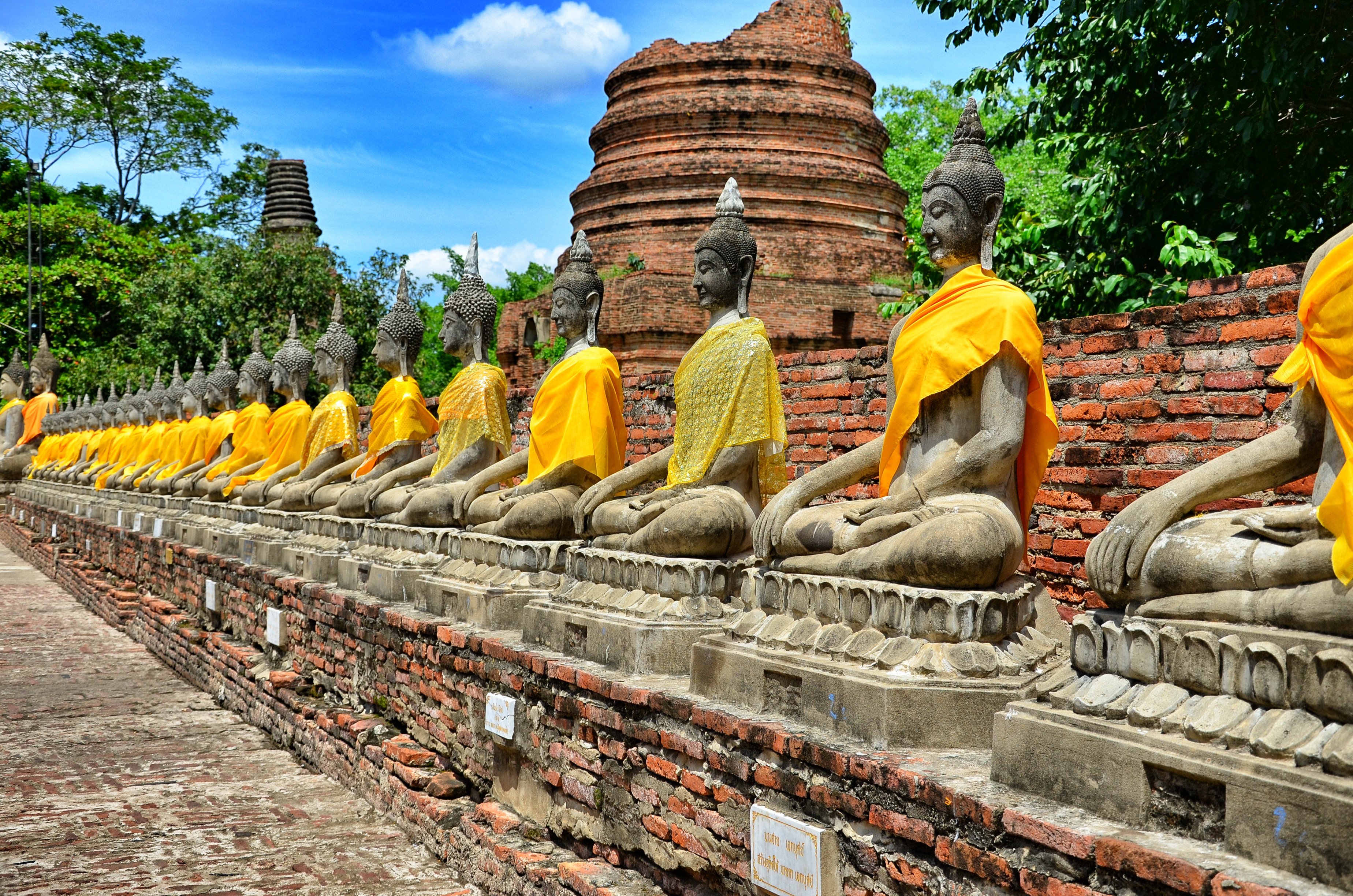
Galerie de Bouddha assis
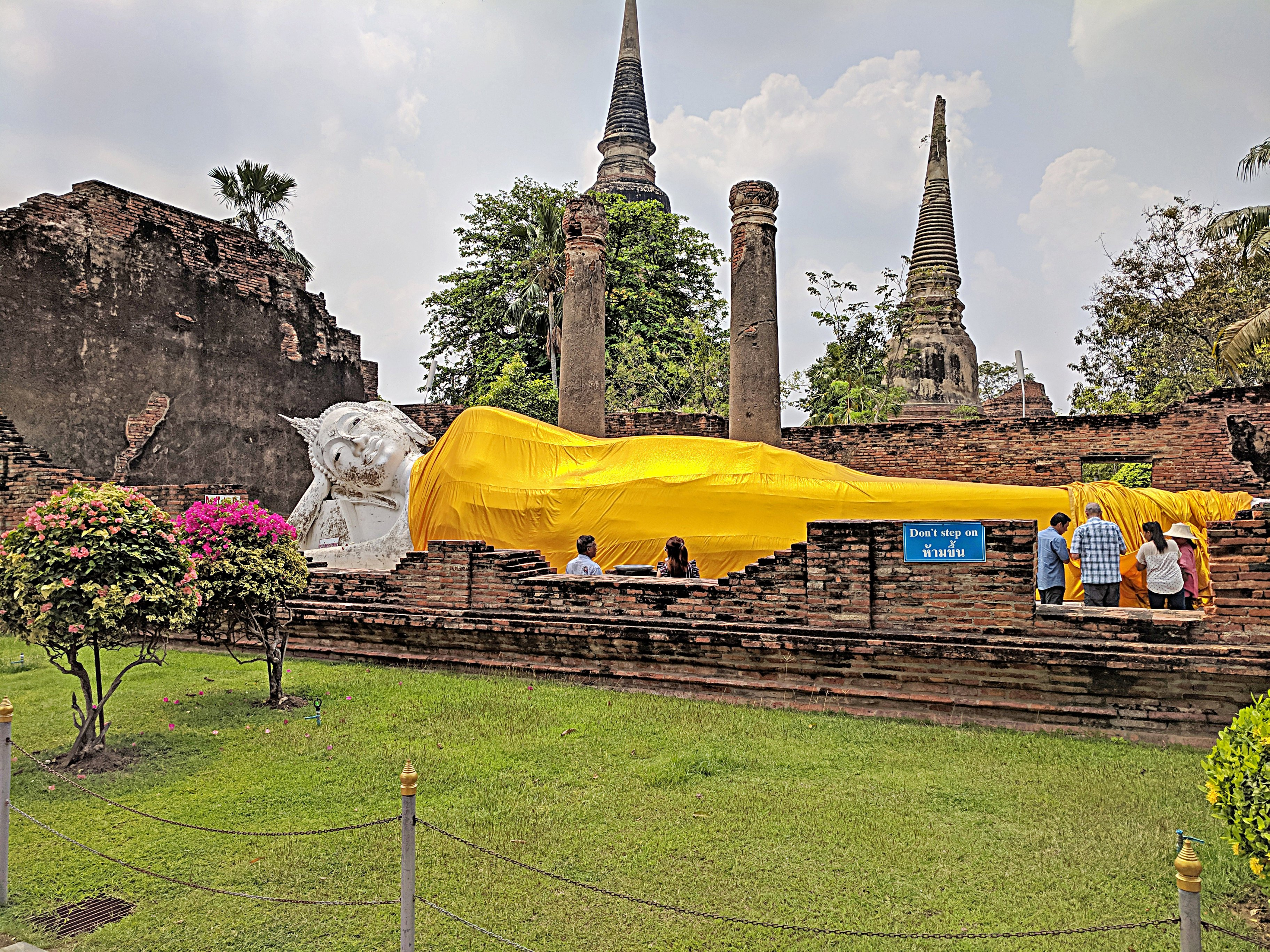
Bouddha couché (récent, 1965)